# Позиція 69

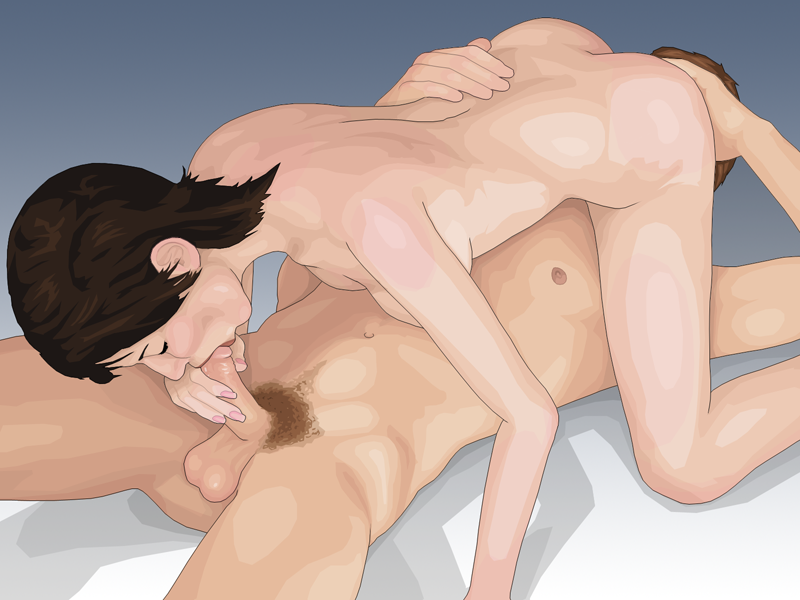
Поза 69

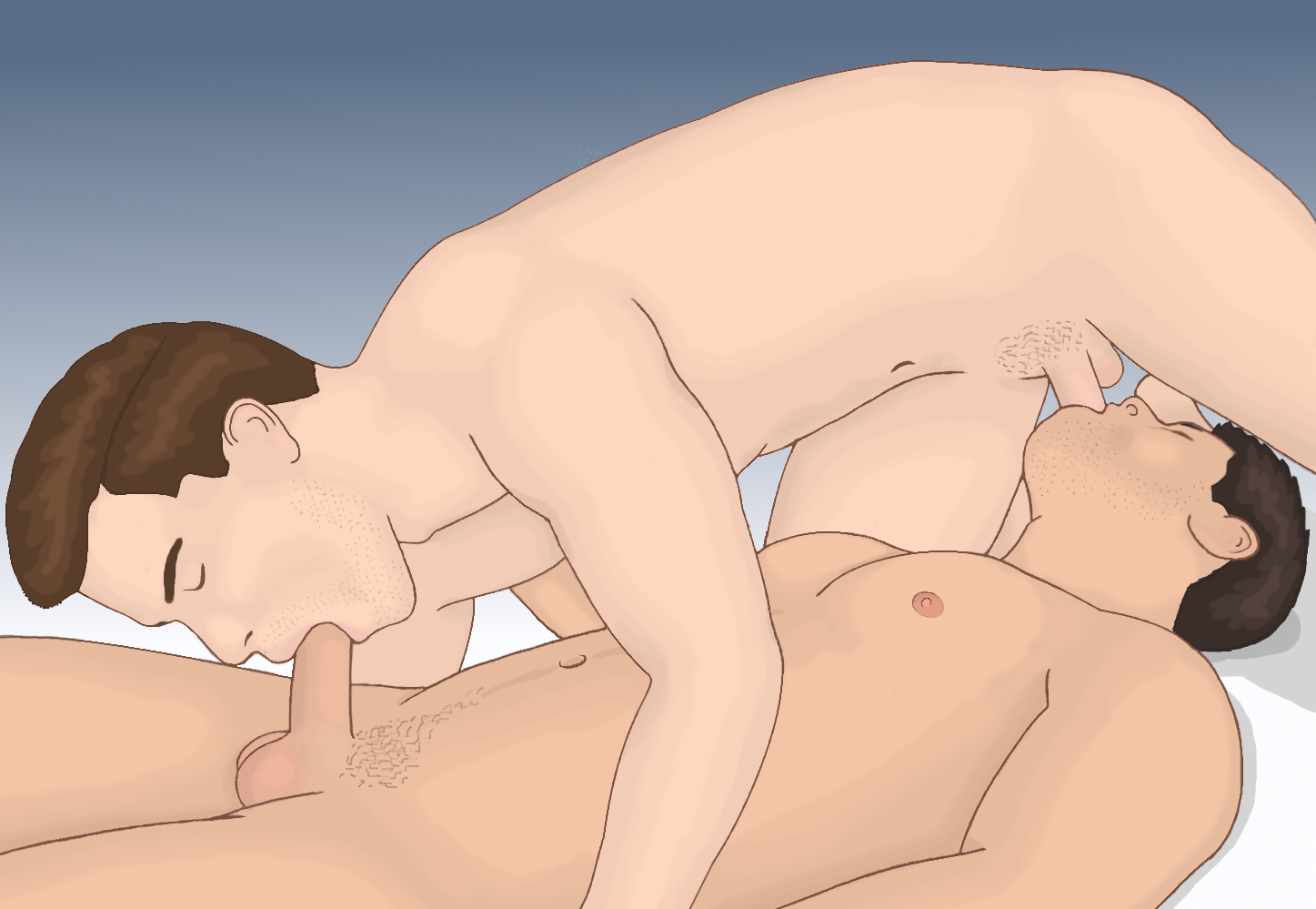
Поза 69 між чоловіками

По́за 69, також іноді використовуються терміни поза «валетом», поза «митусем», французьке кохання, перехресне кохання (фр. L'amour croisé) — одна з найвідоміших поз для орального сексу, що дає партнерам можливість проводити взаємну оральну стимуляцію. Партнери при цьому розташовуються відносно одне одного в перевернутому положенні, як цифри в числі «69», звідси і назва.
Незважаючи на достатню популярність, поза для багатьох не дуже зручна для досягнення оргазму: взаємні пестощі відволікають партнерів, не даючи зосередитися ні на принесенні задоволення, ні на його отриманні. З цієї причини дана поза частіше буває частиною прелюдії.
Оптимальними вважаються положення «жінка зверху» або «обидва партнери на боці». Варіант «жінка знизу» здійсненний, але часто буває незручним для жінки: крім зазвичай істотної ваги партнера заважає ще й неможливість хоч якось обмежити чи проконтролювати рух його статевого члена.
Поза 69 може також доповнюватися пестощами анальної ділянки.

## Історія
Термін «шістдесят дев'ять» або «soixante-neuf» для взаємної одночасної орально-генітальної стимуляції є перекладом евфемістичного французького терміна «soixante-neuf». Термін «soixante-neuf» не простежується раніше, ніж у «Катехізисі повії», опублікованого у 1790-х роках у Франції, який зазвичай приписують ранньому лідеру Французької революції, пані Тероні де Мерикур..
«Найбільш раннім однозначним зображенням шістдесяти дев'яти, здається, є зображення на масляній лампі, що зберігається в Мюнхенському музеї (Німецький музей), і вперше відтворене у … портфоліо доктора Гастона Ворберга, „Die Erotik der Antiken in Kleinkunst und Keramik“ (Мюнхен, 1921), пластина 58, де зображено жінку, що лежить на чоловікові. Доктор Ворберг вважає, що вона … належить до періоду римських цезарів … . Однак інша масляна лампа того ж типу, що показує шістдесят дев'ять майже ідентично … нещодавно була відтворена як повнокольорова пластина, в книзі професора Жана Маркаде „Eros Kalos“, на сторінці 58, в … лампах, що зберігаються в Археологічному музеї Геракліона в Греції.».
«Індуїстський храм-скульптура зі священних печер острова Слона, поблизу Мумбаї в Індії, що показує цю позицію з чоловіком, який насправді стоїть і тримає жінку, що звисає з його плечей, була … привезена до Англії наприкінці вісімнадцятого століття … . … цей скульптурний фрагмент … обговорюється та ілюструється у праці Річарда Пейна Найт „Розмова про поклоніння Пріапа, виданій приватно для лондонського Товариства Дилеттантів у 1786 році … . Ілюстрація, про яку йде мова, є детальною гравюрою, наведеною на аркуші XI Пейна Найта; а повна форма цієї скульптурної групи … наведена на аркуші XXIV.».
У Камасутрі згадується ця сексуальна позиція, хоча й під іншою назвою: «Коли чоловік і жінка лягають у перевернутому порядку, тобто головою одного до ніг іншого, і продовжують [ротове] стискання, це називається „стискання ворона“.»